# Мішек Юліус Мпанде Сібанда
Мішек Юліус Мпанде Сібанда (англ. Mishek Julius Mpande Sibanda) (3 травня 1949) — зімбабвійський дипломат. Надзвичайний і Повноважний Посол Зімбабве в Україні за сумісництвом (1993—1996).

## Життєпис
Мішек Сібанда працював в університеті Зімбабве як викладач кафедри історії. Під час колоніальної ери він обіймав посаду секретаря з питань реклами в районі Зану в Солсбері.
Обіймав посаду посла Зімбабве в Китаї.
З 1992 — Надзвичайний і Повноважний Посол Зімбабве в РФ. З 1993 — Надзвичайний і Повноважний Посол Зімбабве в Україні за сумісництвом. У 1993 року — вручив вірчі грамоти Президенту України Леоніду Кравчуку.
У 2003 році, після виходу на пенсію доктора Чарльза Утете, Сібанда був призначений головним секретарем президента та кабінету. Друга людина, яка обіймала цю посаду.
З 2013 року — президентом Робертом Мугабе він був призначений на посаду головного секретаря президента та кабінету.
З 2017 року — президентом Зімбабве Еммерсона Мнангагва призначений Головний секретар президента та кабінету міністрів.

## Сім'я
- Дружина — Дорін Сібанда — нинішній виконавчий директор Національної галереї Зімбабве. Вона також живописець і куратор[6].
- Син — Таванда Сібанда, одружений з Вімбай Каджесе, яка є донькою посла Муньярадзі Каджесе, глави протоколу Президента[7].